# Glenis Willmott

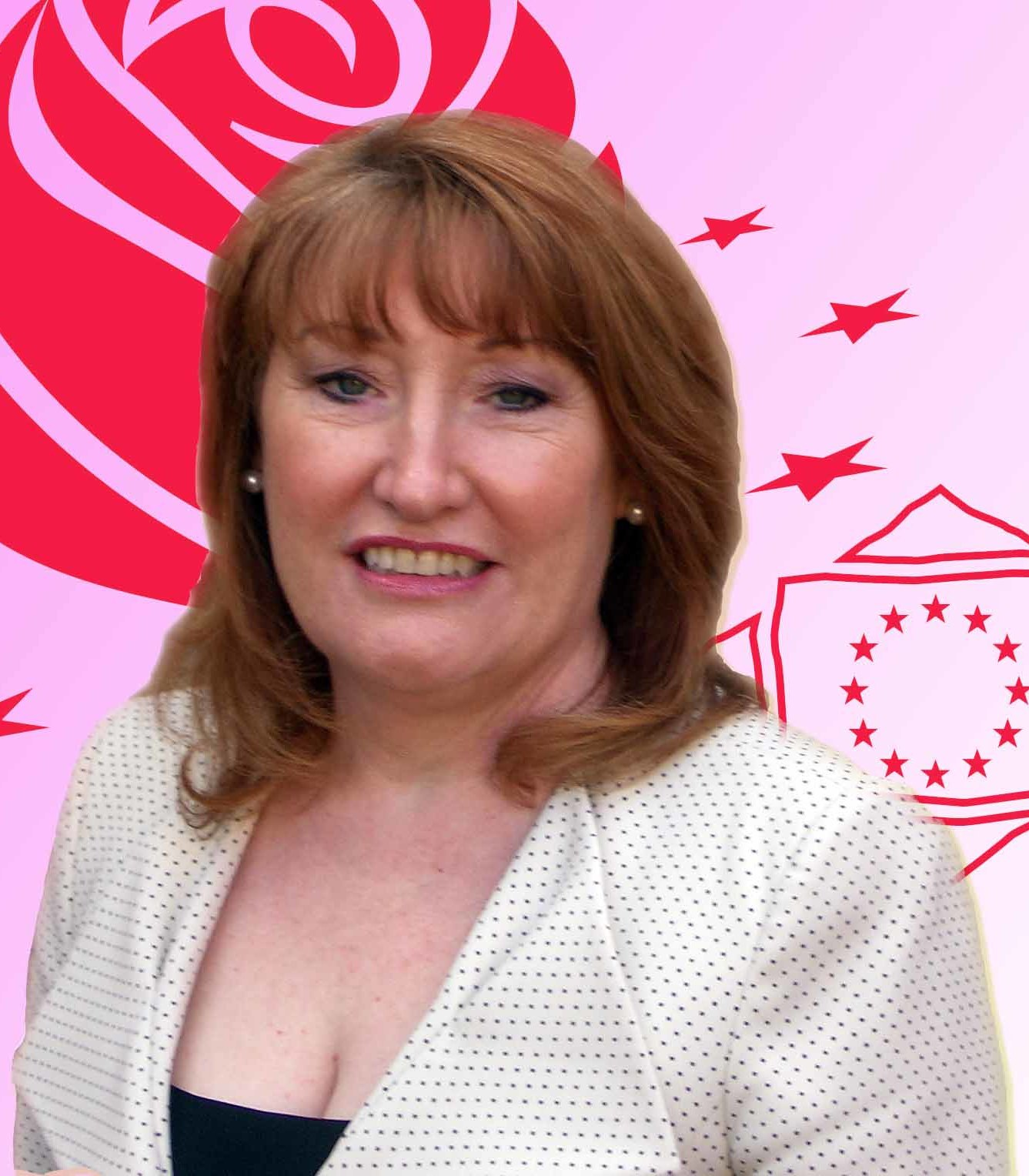
Glenis Willmott.

Glenis Willmott (n. 4 martie 1951) este un om politic britanic, membru al Parlamentului European în perioada 2004-2009 din partea Regatului Unit.